# Lawrence Shankland
Lawrence Shankland (* 10. August 1995 in Glasgow) ist ein schottischer Fußballspieler, der bei Heart of Midlothian in der Scottish Premiership unter Vertrag steht.

## Karriere

### Verein
Lawrence Shankland startete seine Karriere in seiner Heimatstadt Glasgow beim FC Queen’s Park. In der Saison 2012/13 debütierte der Stürmer für den Viertligisten am 1. Spieltag gegen den FC East Stirlingshire und erzielte dabei auch seinen ersten Treffer. Bis zum Ende der Saison erzielte er neun weitere Tore und war damit bester Torschütze der Mannschaft. Im Juli 2013 wechselte Shankland zum schottischen Erstligisten FC Aberdeen. Er war dabei neben Aidan Connolly und Andrew Robertson einer von drei Spielern der Spiders, die direkt zu einem Erstligisten wechselten. In Aberdeen wurde Shankland für ein halbes Jahr zunächst in der U-20-Mannschaft eingesetzt, bevor der 18-Jährige von Januar bis Mai 2015 an den schottischen Drittligisten Dunfermline Athletic verliehen wurde. Dort konnte er in 13 Spielen mit sieben Toren überzeugen, und war nach Ryan Wallace und Andy Geggan drittbester Torschütze des Vereins. Nach seiner Rückkehr nach Aberdeen absolvierte er im September 2014 sein erstes Spiel für die Dons in deren Profimannschaft gegen Inverness Caledonian Thistle. Bis zum Saisonende kam er insgesamt siebzehnmal zum Einsatz, blieb allerdings ohne Torerfolg. In der Saison 2015/16 spielte er auf Leihbasis beim Zweitligisten FC St. Mirren und war mit zehn Treffern nach Stevie Mallan zweitbester Torjäger der Mannschaft.

### Nationalmannschaft
Lawrence Shankland spielte im Jahr 2015 viermal in der schottischen U-21. Bei seinem Debüt im März 2015 gegen Ungarn in Tatabánya erzielte der Stürmer nach seiner Einwechslung für Declan McManus zwei Tore zum 2:1-Sieg. In den drei weiteren Partien gegen Nordirland, Frankreich und Island blieb Shankland ohne Treffer.
Am 1. Oktober 2019 wurde Shankland von Nationaltrainer Steve Clarke für Schottland berufen. Sein Debüt gab er gegen Russland am 10. Oktober. Drei Tage später erzielte er sein erstes Tor im Nationaltrikot gegen San Marino.